# 徐家大塘
徐家大塘是一个位于中国江苏省宜兴市的淡水湖，面积约为3.18平方千米，属于长江区。它的一级流域为长江流域，二级流域为长江干流水系。